# Cinder Cone
Cinder Cone is een sintelkegelvulkaan in Lassen Volcanic National Park in het noorden van de Amerikaanse staat Californië. De vulkaan ligt zo'n 16 km ten noordoosten van Lassen Peak.
Zoals het geval is bij veel andere sintelkegelvulkanen, doofde Cinder Cone uit toen er basaltlava uit de basis van de vulkaan stroomde. Die stromen zijn de Fantastic Lava Beds en bevinden zich rond Cinder Cone in het noordoosten en zuidwesten. De kegel zelf rijst zo'n 230 meter boven het omliggende landschap uit en biedt een panorama van Lassen, Mount Tehama en Chaos Crags. 

## Leeftijd
De leeftijd van Cinder Cone is een discussiepunt sinds de jaren 1870. Toen meenden velen dat de kegel nog maar enkele decennia oud was. Later dacht men dat de kegel en de lavastromen rond het jaar 1700 gevormd waren of gedurende een periode van 300 jaar tot in 1851. Recente studies door wetenschappers van de United States Geological Survey en de National Park Service hebben echter aangetoond dat de kegel gevormd werd tijdens twee uitbarstingen in de jaren 1650.

## Fotogalerij

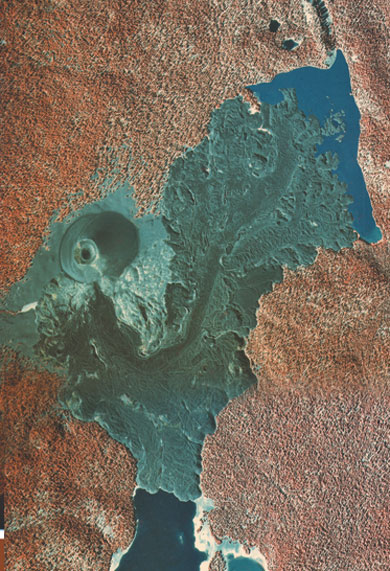
Luchtfoto van Cinder Cone en de Lava Beds in valse kleuren
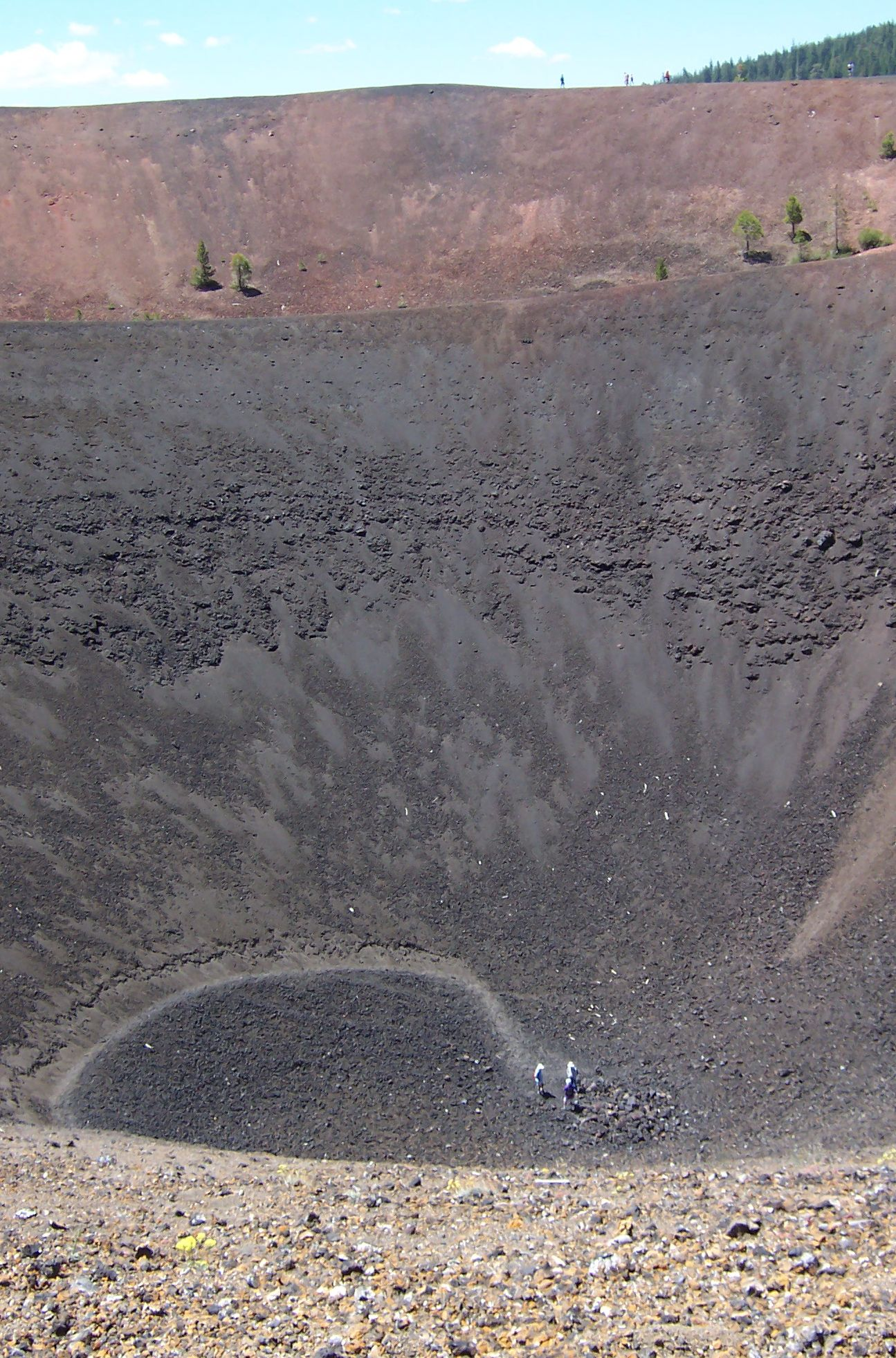
In de vulkaankrater